# Dendrobium planicaule
Dendrobium planicaule är en orkidéart som beskrevs av Henry Nicholas Ridley. Dendrobium planicaule ingår i släktet Dendrobium, och familjen orkidéer. Inga underarter finns listade i Catalogue of Life.